# Alapa militaris
La parola alapa militaris sta ad indicare lo schiaffo che si impartiva ai cavalieri o ai soldati dell'esercito romano, come saluto e come segno di accettazione. Quale azione rituale dal carattere rude, si adattava come parte di un'iniziazione a sancire l'ingresso in reti sociali caratterizzate, come l'esercito, da una struttura gerarchica.
A differenza dei fenomeni di nonnismo, si trattava di un rito pienamente regolamentato e di carattere prevalentemente bonario; non impartire lo schiaffo nel rituale equivaleva ad un atto di rifiuto.
Il rito di percuotere il viso di una persona come atto di accoglimento riemerge in diverse culture: un simile rituale era la colée nella cerimonia della vestizione di un cavaliere francese. Si pensi inoltre allo schiaffo dato dal vescovo al giovane durante la cerimonia della cresima fino al secolo scorso.